# Bruno Mondi
Bruno Mondi (Schwetz, 30 settembre 1903 – Berlino, 18 luglio 1991) è stato un direttore della fotografia tedesco.

## Biografia
Laureato nel 1918, Bruno Mondi si diplomò a Berlino in cinema e fotografia. Diventato assistente operatore, fece il suo esordio cinematografico nel 1921 in Destino di Fritz Lang. Fu co-direttore della fotografia con Heinrich Gärtner. Collaborò spesso con il regista Richard Eichberg divenendo in seguito collaboratore fisso di Veit Harlan. Per il famoso regista tedesco, noto soprattutto per i suoi film di propaganda, firmò la fotografia di alcune delle sue pellicole più conosciute, come Süss l'ebreo, opera pesantemente antisemita.
Nonostante questa sua partecipazione, gli venne riconosciuta la sua professionalità e, ritenuto uno dei più competenti direttori della fotografia, nel 1946 venne preso sotto contratto alla DEFA per cui, nel 1950, girò il primo film a colori della casa di produzione, Das kalte Herz. Firmò la fotografia dei primi film di Romy Schneider, tra cui la trilogia di Sissi (Sisi), Elisabetta di Baviera.
Nella sua carriera, durata dal 1921 al 1966, il suo nome appare in oltre un centinaio di film. Anche suo figlio Georg Mondi, nato nel 1936, intraprese la stessa professione.

## Filmografia
- Destino (Der müde Tod), regia di Fritz Lang (1921)
- Die Frau mit dem Etwas, regia di Erich Schönfelder (1925)
- Durchlaucht Radieschen
- Die tolle Lola, regia di Richard Eichberg (1927)
- Der Fürst von Pappenheim, regia di Richard Eichberg (1927)
- Die Leibeigenen
- Das Girl von der Revue
- Die tolle Komtess
- Ein kleiner Vorschuß auf die Seligkeit
- Autobus Nr. 2
- Jennys Bummel durch die Männer
- Zärtlichkeit
- Besuch um Mitternacht. Das Nachtgespenst von Berlin
- Der Weg zur Schande
- The Flame of Love
- Hai-Tang
- Der Greifer, regia di Richard Eichberg (1930)
- Night Birds
- Tingel-Tangel
- Die Bräutigamswitwe
- Let's Love and Laugh
- Das Geheimnis der roten Katze, regia di Erich Schönfelder (1931)
- Trara um Liebe, regia di Richard Eichberg (1931)
- Der Draufgänger
- Kriminalreporter Holm
- Das Millionentestament
- Unmögliche Liebe
- Die unsichtbare Front
- Salon Dora Green
- Heut' kommt's drauf an
- Ritorno alla felicità (Heimkehr ins Glück)
- Saluti e baci (Gruß und Kuß, Veronika!), regia di Carl Boese (1933)
- Jungfrau gegen Mönch
- Alta scuola
- Frischer Wind aus Kanada
- Notte di carnevale (Nacht der Verwandlung), regia di Hans Deppe (1935)
- Krach im Hinterhaus, regia di Veit Harlan (1935)
- Ave Maria, regia di Johannes Riemann (1936)
- Fridericus, regia di Johannes Meyer (1937)
- Gefährliches Spiel
- Die Warschauer Zitadelle, regia di Fritz Peter Buch (1937)
- Die Fledermaus, regia di Paul Verhoeven e (supervisione) Hans H. Zerlett (1937)
- Brillano le stelle (Es leuchten die Sterne)
- Einmal werd' ich Dir gefallen
- Jugend
- Il barbiere di Siviglia (El barbero de Sevilla)
- La peste di Parigi (Verwehte Spuren), regia di Veit Harlan (1938)

- Süss l'ebreo (Jud Süß), regia di Veit Harlan (1940)

- Bismarck, regia di Wolfgang Liebeneiner (1940)

- Il grande re (Der große König), regia di Veit Harlan (1942)
- La città d'oro (Die goldene Stadt), regia di Veit Harlan (1942)
- Il perduto amore (Immensee - Ein deutsches Volkslied), regia di Veit Harlan (1943)

- La prigioniera del destino
- La cittadella degli eroi (Kolberg), regia di Veit Harlan (1945)

- Das kalte Herz, regia di Paul Verhoeven (1950)

- Hab' ich nur Deine Liebe, regia di Eduard von Borsody (1953)

- L'amore di una grande regina (Mädchenjahre einer Königin), regia di Ernst Marischka (1954)

- La principessa Sissi (Sissi), regia di Ernst Marischka (1955)

- Sissi - La giovane imperatrice (Sissi - Die junge Kaiserin), regia di Ernst Marischka (1956)
- Casinò de Paris (Casino de Paris), regia di André Hunebelle (1957)

- Sissi - Destino di una imperatrice (Sissi - Schicksalsjahre einer Kaiserin), regia di Ernst Marischka (1957)
- Sissi a Ischia (Scampolo), regia di Alfred Weidenmann (1957)
- La casa delle tre ragazze (Das Dreimäderlhaus), regia di Ernst Marischka (1958)